# Pyrellia albocuprea
Pyrellia albocuprea är en tvåvingeart som beskrevs av Villeneuve 1914. Pyrellia albocuprea ingår i släktet Pyrellia och familjen husflugor. Inga underarter finns listade i Catalogue of Life.